# Bitwa pod St. Jakob an der Sihl
Bitwa pod St. Jakob an der Sihl – bitwa, która miała miejsce 22 lipca 1443 r. w trakcie szwajcarskiej wojny domowej 1436–1450.
W bitwie wzięły udział armie sprzymierzonych ośmiu miast szwajcarskich, które starły się z wojskami z Zurychu. Z tego powodu wojna 1436-1450 nazywana jest często w źródłach niemieckich wojną starego Zurychu. Wojnę domową starali się wykorzystać Austriacy, którym konflikt zwaśnionych miast szwajcarskich był na rękę w próbie zdobycia nowych terenów. Dlatego też król niemiecki Fryderyk III zdecydował się na zawarcie sojuszu z Zurichem, do którego wysłał nawet swoich rycerzy.
Wojska sprzymierzonych miast wkroczyły na ziemie kantonu zuryskiego, zmuszając obrońców do ukrycia się za murami miasta. Po spustoszeniu okolicy Szwajcarzy powrócili do domów na czas żniw, dodatkowo zbrojąc się na dalszą wojnę. Po żniwach Szwajcarzy zdecydowali się na zaatakowanie samego miasta. Dnia 22 lipca 1443 r. wojska z Zurychu dowodzone przez burmistrza miasta Rudolfa Stussi zdecydowały się na wypad z miasta. Źle zorganizowane oddziały zaatakowały most na rzece Sihl w pobliżu miejscowości St. Jakob. Kontratak Szwajcarów okazał się jednak bardzo skuteczny, zmuszając wojska Zurychu do odwrotu ku miastu. Jednym z ostatnich przekraczających most był burmistrz Zurychu, który swą opieszałość przypłacił życiem. W ślad za uciekającymi do miasta wdarła się już nawet niewielka grupa wojsk sprzymierzonych. Rozpoczęła się walka na ulicach miasta. Miasto przed klęską uratowała jedna z mieszczanek, która w decydującym momencie nakazała strażnikom spuścić kratę w bramie miejskiej. Zurych był uratowany.
Po bitwie obie strony starały się zawrzeć porozumienie pokojowe, jednak bez rezultatu. W Zurychu zwyciężyła ostatecznie partia wojenna, a zwolennicy rokowań ze Szwajcarami zostali straceni.